# وادي الحيا
وادي الحيا مركز إداري تابع لمحافظة سراة عبيدة الواقع في منطقة عسير في جنوب غرب المملكة العربية السعودية.

## مركز إمارة وادي الحيا
كانت منطقة وادي الحياة تسمى قديماً المشرف، وقد أسس بها مركز إمارة قبل عام 1370هـ سمي بإمارة المشرف. ولحدوث وباء بتلك المنطقة في السبعينات ذهب ضحيته عدد كبير من الأفراد العاملين بالإمارة نقل مركز الإمارة إلى سراة عبيدة بالجوة، وسميت المنطقة بجلة الموت بسبب ذلك الوباء، ثم أعيد إحداث مركز إمارة بتلك المنطقة في عام 1402هـ، وأمر أمير منطقة عسير بتسميتها إمارة (وادي الحياة). ويقع مركز وادي الحياة على ضفاف وادي دفا الذي يتجه إلى الشمال الغربي ليصب في وادي بيش، يحد منطقة المركز شمالاً مركز الفرشة، وجنوباً منطقة جيزان مركز الربوعة، وغرباً منطقة جيزان محافظة الريث، وشرقاً منطقة ظهران الجنوب.

## انظر ايضاً
- أبها

## وصلات خارجية
- سراة عبيدة.. آثارها شاهدة على عمق حضارتها.